# Estate (Jovanotti)
Estate è il quarto singolo del cantante italiano Jovanotti estratto dalla raccolta Backup - Lorenzo 1987-2012. Il brano è entrato in rotazione radiofonica il 5 luglio 2013.
La canzone spesso viene chiamata come Estate 2013 in quanto il cantante stesso ha reputato questa canzone un sequel del suo brano Estate 1992.

## Successo commerciale
Il brano risulta essere stato uno dei tormentoni estivi del 2013 e uno dei brani più trasmessi in radio durante l'intera estate.
Dopo un mese e mezzo dalla sua uscita, il brano viene certificato disco d'oro per le 15.000 vendite in Italia. Successivamente, durante l'ultima settimana del 2013, viene certificato disco di platino per le 30.000 copie vendute.

## Video musicale
Il video ufficiale per il brano è accompagnato da varie immagini tratte dal tour Lorenzo negli stadi, Backup Tour 2013, finalizzato per promuovere l'album del cantante. Il video è stato diretto da Leandro Manuel Emede e Nicolò Cerioni.

## Formazione
- Jovanotti - voce
- Saturnino - basso, mandolino
- Riccardo Onori - chitarra acustica, chitarra elettrica, ukulele

## Classifiche
| Classifica (2013) | Posizione massima |
| ----------------- | ----------------- |
| Italia            | 5                 |

### Classifiche di fine anno
| Classifica (2013) | Posizione |
| ----------------- | --------- |
| Italia            | 57        |